# イングランド・フットボールリーグ・プレーオフ2021
この項目では、2020-2021年シーズンのイングリッシュ・フットボールリーグ・プレーオフについて述べる。
プレーオフでは、フットボールリーグに属する各カテゴリーの昇格チームの最後の1枠を決定する。チャンピオンシップとリーグ1はレギュラーシーズン3位～6位のチームが、リーグ2では4位～7位のチームが参加する。また、準決勝はホーム・アンド・アウェー形式で行われ、決勝はウェンブリー・スタジアムでの一発勝負で行われる。

## 日程
2021年5月17日に開幕し、同年5月31日に閉幕する。

## チャンピオンシップ
| 順 | チーム               | 試 | 勝 | 分 | 敗 | 得 | 失 | 差  | 点 |
| -- | -------------------- | -- | -- | -- | -- | -- | -- | --- | -- |
| 3  | ブレントフォード     | 46 | 24 | 15 | 7  | 79 | 42 | +37 | 87 |
| 4  | スウォンジー・シティ | 46 | 23 | 11 | 12 | 56 | 39 | +17 | 80 |
| 5  | バーンズリー         | 46 | 23 | 9  | 14 | 58 | 50 | +8  | 78 |
| 6  | ボーンマス           | 46 | 22 | 11 | 13 | 73 | 46 | +27 | 77 |

### 準決勝
| 2021年5月17日 18:00 |

| ボーンマス      | 1 - 0         | ブレントフォード |
| ダンジュマ 55分 | レポート(BBC) |                  |

| バイタリティ・スタジアム, ボーンマス 観客数: 2,000人 主審: ティム・ロビンソン |

| 2021年5月22日 12:30 |

| ブレントフォード                                  | 3 - 1         | ボーンマス                     |
| トニー 5分 (pen.) · ヤネルト 50分 · フォルス 88分 | レポート(BBC) | ダンジュマ 5分 · メファム 28分 |

| ブレントフォード・ コミュニティ・スタジアム, ブレントフォード 主審: ジャレッド・ジレット |

二試合合計スコア 3 - 2でブレントフォードが決勝進出
| 2021年5月17日 20:15 |

| バーンズリー | 0 - 1         | スウォンジー・シティ |
|              | レポート(BBC) | アイェウ 39分        |

| オークウェル, バーンズリー 観客数: 0人 主審: ジェフ・エルトリンガム |

| 2021年5月22日 17:30 |

| スウォンジー・シティ | 1 - 1         | バーンズリー    |
| グライムス 39分      | レポート(BBC) | ウッドロー 71分 |

| リバティ・スタジアム, スウォンジー 観客数: 3,076人 主審: ジョン・ブルックス |

二試合合計スコア 2 - 1でスウォンジー・シティが決勝進出

### 決勝
| 2021年5月29日 15:00 |

| ブレントフォード                       | 2 - 0         | スウォンジー・シティ |
| トニー 10分 (pen.) · マルコンデス 20分 | レポート(BBC) | フルトン 65分        |

| ウェンブリー・スタジアム, ロンドン 観客数: 12,000人 主審: クリス・カバナー |

## リーグ1
| 順 | チーム                         | 試 | 勝 | 分 | 敗 | 得 | 失 | 差  | 点 |
| -- | ------------------------------ | -- | -- | -- | -- | -- | -- | --- | -- |
| 3  | ブラックプール                 | 46 | 23 | 11 | 12 | 60 | 37 | +23 | 80 |
| 4  | サンダーランド                 | 46 | 20 | 17 | 9  | 70 | 42 | +28 | 77 |
| 5  | リンカーン・シティ             | 46 | 22 | 11 | 13 | 69 | 50 | +19 | 77 |
| 6  | オックスフォード・ユナイテッド | 46 | 22 | 8  | 16 | 77 | 56 | +21 | 74 |

### 準決勝
| 2021年5月18日 18:00 |

| オックスフォード・ユナイテッド | 0 - 3         | ブラックプール                    |
|                                | レポート(BBC) | タートン 23分 · シムズ 26分, 74分 |

| カッサム・スタジアム, オックスフォード 観客数: 3,204人 主審: ロバート・マッドレー |

| 2021年5月21日 19:45 |

| ブラックプール                                  | 3 - 3         | オックスフォード・ユナイテッド                     |
| エンブルトン 11分 · ダガル 13分 · イエーツ 54分 | レポート(BBC) | テイラー 7分 · アトキンソン 52分 · ショディポ 74分 |

| ブルームフィールド・ロード, ブラックプール 主審: キース・ストラウド |

二試合合計スコア 6 - 3でブラックプールが決勝進出
| 2021年5月19日 18:00 |

| リンカーン・シティ              | 2 - 0         | サンダーランド |
| ホッパー 51分 · ジョンソン 77分 | レポート(BBC) |                |

| シンシル・バンク, リンカーン 観客数: 3,145人 主審: クレイグ・ヒックス |

| 2021年5月22日 15:00 |

| サンダーランド                  | 2 - 1         | リンカーン・シティ |
| スチュワート 13分 · ワイク 33分 | レポート(BBC) | ホッパー 56分      |

| スタジアム・オブ・ライト, サンダーランド 主審: マイケル・ソールズベリー |

二試合合計スコア 3 - 2でリンカーン・シティが決勝進出

### 決勝
| 2021年5月30日 15:00 |

| ブラックプール        | 2 - 1         | リンカーン・シティ |
| ドゥーガル 34分, 54分 | レポート(BBC) | タートン 1分 (o.g) |

| ウェンブリー・スタジアム, ロンドン 観客数: 9,751 主審: トニー・ハリントン |

## リーグ2
| 順 | チーム                           | 試 | 勝 | 分 | 敗 | 得 | 失 | 差  | 点 |
| -- | -------------------------------- | -- | -- | -- | -- | -- | -- | --- | -- |
| 4  | モアカム                         | 46 | 23 | 9  | 14 | 69 | 58 | +11 | 78 |
| 5  | ニューポート・カウンティ         | 46 | 20 | 13 | 13 | 57 | 42 | +15 | 73 |
| 6  | フォレストグリーン・ローヴァーズ | 46 | 20 | 13 | 13 | 59 | 51 | +8  | 73 |
| 7  | トレンメア・ローヴァーズ         | 46 | 20 | 13 | 13 | 55 | 50 | +5  | 73 |

### 準決勝
| 2021年5月18日 20:15 |

| ニューポート・カウンティ      | 2 - 0         | フォレストグリーン・ローヴァーズ |
| ドーラン 31分 · コリンズ 56分 | レポート(BBC) |                                  |

| ロドニー・パレード, ニューポート 観客数: 900人 主審: チャールズ・ブレイクスピア |

| 2021年5月23日 18:30 |

| フォレストグリーン・ローヴァーズ                        | 4 - 3 (延長)  | ニューポート・カウンティ                         |
| アダムズ 7分 · コリンズ 8分 · カデン 53分 · マット 87分 | レポート(BBC) | エリソン 70分 · ラバディ 76分 · メイナード 119分 |

| ニュー・ローン・スタジアム, ネイルスワース 主審: マーティン・コイ |

二試合合計スコア 5 - 4でニューポート・カウンティが決勝進出
| 2021年5月20日 18:00 |

| トレンメア・ローヴァーズ | 1 - 2         | モアカム                                        |
| クラーク 19分            | レポート(BBC) | ナイト＝パーシヴァル 15分 · マカリンデン 45+1分 |

| プレントン・パーク, バーケンヘッド 観客数: 3,400人 主審: ダレン・ドライスデール |

| 2021年5月23日 12:30 |

| モアカム         | 1 - 1         | トレンメア・ローヴァーズ |
| ウィルディグ 9分 | レポート(BBC) | ヴォーン 53分            |

| グローブ・アリーナ, モアカム 主審: トーマス・ブラモール |

二試合合計スコア 3 - 2でモアカムが決勝進出

### 決勝
| 2021年5月31日 15:00 |

| モアカム                      | 1 - 0 (延長)  | ニューポート・カウンティ |
| メンデス・ゴメス 107分 (pen.) | レポート(BBC) |                          |

| ウェンブリー・スタジアム, ロンドン 観客数: 9,083 主審: ボビー・マドリー |